# Défonceuse
Cet article concerne une machine dédiée au travail du bois. Pour l’engin agricole, voir Défonceuse (agriculture). Pour l’engin de chantier, voir Défonceuse (terrassement).
La défonceuse est un outil électroportatif utilisé en menuiserie, en ébénisterie, en lutherie et dans beaucoup de métiers du bois. Elle permet, entre autres, de couper, profiler, affleurer, chanfreiner, percer des trous, rainurer et graver.
Elle est constituée :

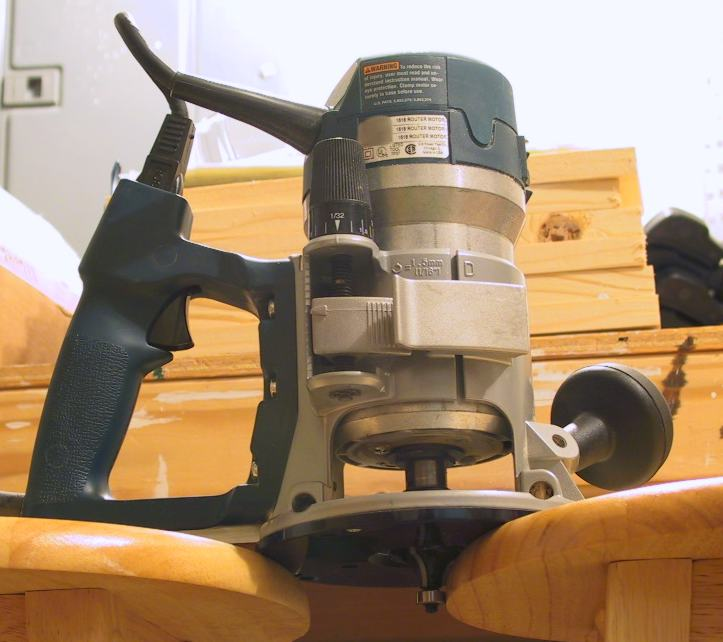
Défonceuse à plongée fixe.

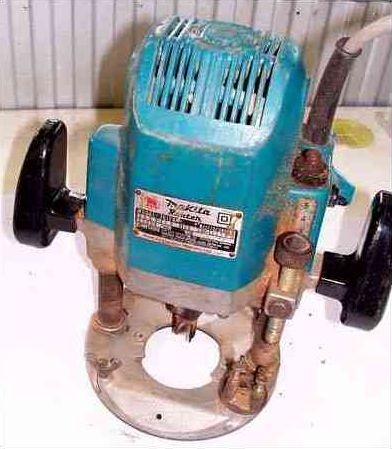
Défonceuse plongeante.

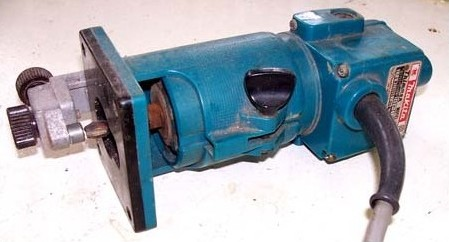
Affleureuse.

- d'un moteur à arbre rotatif vertical sur lequel on fixe une fraise avec une pince de diamètre fixe,
- d'une semelle horizontale posée sur la pièce à travailler, équipée de colonnes verticales.

Le moteur coulisse verticalement sur les colonnes de la semelle et est équilibré par des ressorts de rappel, ce qui permet de plonger ou ressortir pendant le travail. Pour des questions de sécurité, on ne trouve pas en Europe de défonceuse à plongée fixe comme celle de la photo.
On déplace la défonceuse sur la pièce à travailler, soit en appuyant le côté de la semelle sur un gabarit, soit avec des fraises à roulement qui permettent de s'appuyer sur le bord de la pièce à travailler.
C'est en quelque sorte une toupie à l'envers, qui permet de suivre des pièces chantournées et est beaucoup moins dangereuse que la toupie car les mains ne peuvent pas entrer en contact avec la fraise.
Les fraises, de formes diverses, sont entraînées par le moteur électrique tournant de 8 000 à 25 000 tours par minute. Cette vitesse permet d'usiner n'importe quelle pièce de bois et de se passer de finition.
Une défonceuse permet de réaliser des assemblages, des moulures, des rainures, des feuillures, des mortaises, des tenons, des plates bandes, du profil contre profil, des coupes d'onglet, des incrustations, des fraisages complémentaires… Associée à différents guides ou gabarits, la défonceuse est un outil polyvalent.

## Utilisation
La défonceuse est utilisée normalement en la guidant avec les deux mains. Généralement, un guide parallèle complète l'équipement et permet de s'appuyer sur la pièce elle-même plutôt que sur un gabarit ou une règle. On peut aussi la monter sur un compas.
On peut aussi monter des bagues ou guides de copiage qui permettent de se déplacer dans une lumière de forme.

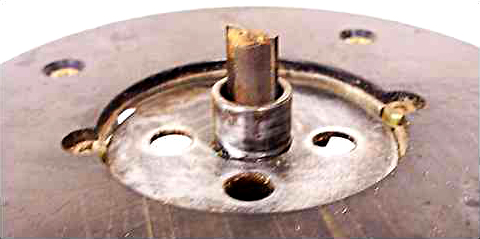
Guide à copier concentrique à la fraise et fixé sur la base.

Le travail peut s'effectuer soit dans le sens de rotation de la fraise (travail dit « en avalant ») qui tire la machine, ce qui présente un certain risque et favorise l'éclatement du bois ; soit dans le sens contraire de la rotation de la fraise (travail dit « en opposition »), ce qui permet plus de sûreté et un travail plus soigné.
Il existe des kits permettant de monter la défonceuse à l'envers en poste fixe, ce qui en fait une petite toupie présentant des dangers similaires à toutes les toupies, même si la petite taille des fraises et leur grande vitesse de rotation diminue les efforts sur les pièces et les risques d'éjection.

## Fraise

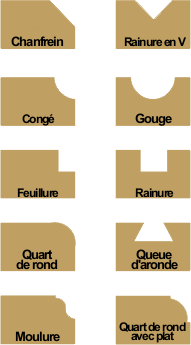
Profils usuels.

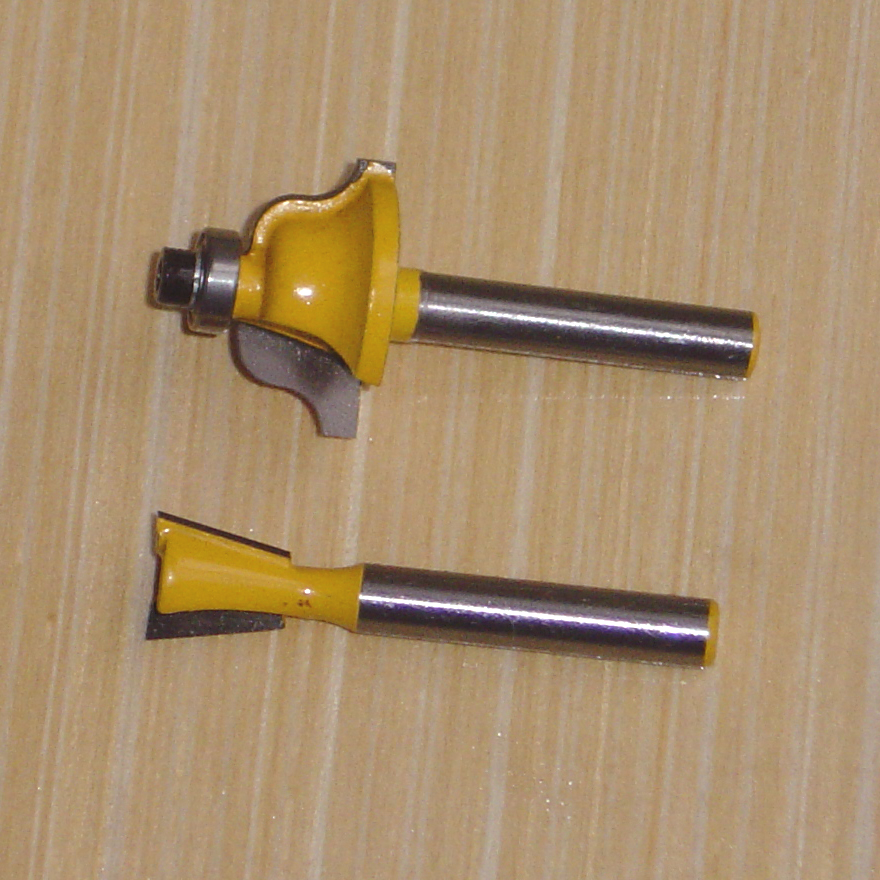
Deux fraises typiques : (haut) fraise 6 mm à doucine romaine à roulement, (bas) fraise 6 mm à queue d'aronde.

Il existe des fraises avec toutes sortes de profils, y compris des profils combinables. Pour effectuer la découpe de pièces (détourage) on utilise des fraises droites, de préférence hélicoïdales afin d'évacuer les copeaux. On trouve aussi des fraises d'affleurage destinées à l'usinage de la surface dure d'un panneau (stratifié).
Les diamètres des queues de fraise sont standardisés :
6 ; 6,35 ; 8 ; 12 et 12,7 mm. Seules les plus grosses machines utilisent des queues de 12 et 12,7 mm.
Les pinces sont interchangeables pour s'adapter au diamètre des queues de fraise. On ne peut pas utiliser de mandrin dont la précision et la puissance de serrage sont insuffisantes aux vitesses utilisées.
Les fraises peuvent être en acier rapide mais sont le plus souvent à plaquettes carbure brasées. Pour les travaux de grand débit, il existe des fraises en carbure massif.

## Moteurs
Les moteurs ont une puissance qui va de 600 à 2 000 W. Ils sont généralement équipés d'un variateur de vitesse réglable par une molette ou un curseur. Ce sont des moteurs à balais et collecteur, typiques du matériel électroportatif.
La précision de la partie tournante est essentielle et les efforts latéraux sollicitent de manière importante les roulements, qui doivent être remplacés régulièrement en usage professionnel.
Le poids total d'une défonceuse de 600 W est d'environ 2,5 kg, alors qu'une défonceuse de 2 000 W peut dépasser les 6 kg.

## Défonceuses à commande numérique
Une tête de défonceuse peut être montée sur une machine à commande numérique qui assure son déplacement sur les trois axes.
L'usinage se fait suivant un programme prédéfini.
Ceci permet une grande variété d'usinage avec une bonne précision et une vitesse nettement plus importante qu'en usinage manuel.
La tête est déplacée à l'aide de moteurs pas à pas ou de servomoteurs par des systèmes de transmissions à vis ou à crémaillère.
Les systèmes de découpe numérique CNC, y compris les découpeurs à plat et les machines de découpe pour l'impression numérique, sont largement utilisés dans des secteurs tels que le graphisme, la publicité, l'emballage et le textile. Ces machines sont conçues pour découper des matériaux tels que le carton, le vinyle, l'acrylique, la mousse et le tissu avec une grande précision et une grande efficacité.
Les systèmes modernes prennent en charge plusieurs techniques de coupe. Les coupes droites à l'aide de canifs sont utilisées pour les matériaux plats, tandis que les coupes en V créent des coupes angulaires et des rainures souvent utilisées dans les emballages et les présentoirs. La découpe de rouleaux permet de traiter en continu des matériaux en rouleaux, tels que les textiles et les films. Les outils de découpe de plis sont utilisés pour créer des lignes de plis dans les matériaux d'emballage, tandis que les outils de perforation créent des marques de déchirure pour les étiquettes et les tickets. Parmi les autres caractéristiques, citons le marquage au stylo, le poinçonnage et l'évidement pour des découpes personnalisées, le fraisage de matériaux durs tels que les plastiques et les composites, la découpe oscillante pour les matériaux épais ou durs, et la découpe rotative pour les matériaux souples et riches en fibres tels que les textiles et les tissus techniques.